# دختری زیبا مثل تو
دختری زیبا مثل تو (به انگلیسی: A Nice Girl Like You) فیلمی محصول سال ۲۰۲۰ و به کارگردانی کریس ریدل و نیک ریدل است. در این فیلم بازیگرانی همچون لوسی هیل، لئونیداس گولاپتیس، میندی کوهن، آدهیر کالایان و جکی کروز ایفای نقش کرده‌اند.